# Děsivý spřežení
Děsivý spřežení je kniha českého spisovatele Jáchyma Topola z roku 2016 (nakladatelství Revolver Revue). Jde o kolekci básní, kterou tvoří básně z dříve oficiálně nepublikovaných (pouze samizdatově) sbírek Eskymáckej pes (1982), Stěhovavá tvář (1983) a Noty pro podzimní bytost (1984). Je zde však i povídka Venezuela. Sbírku uspořádal Marek Vajchr.